# Kisanga (Sikonge)
Kisanga è una circoscrizione rurale (rural ward) della Tanzania situata nel distretto di Sikonge, regione di Tabora. Conta una popolazione di 10 373 abitanti (censimento 2012).